# Heinzenkunst

Schematischer Aufbau einer Heinzenkunst

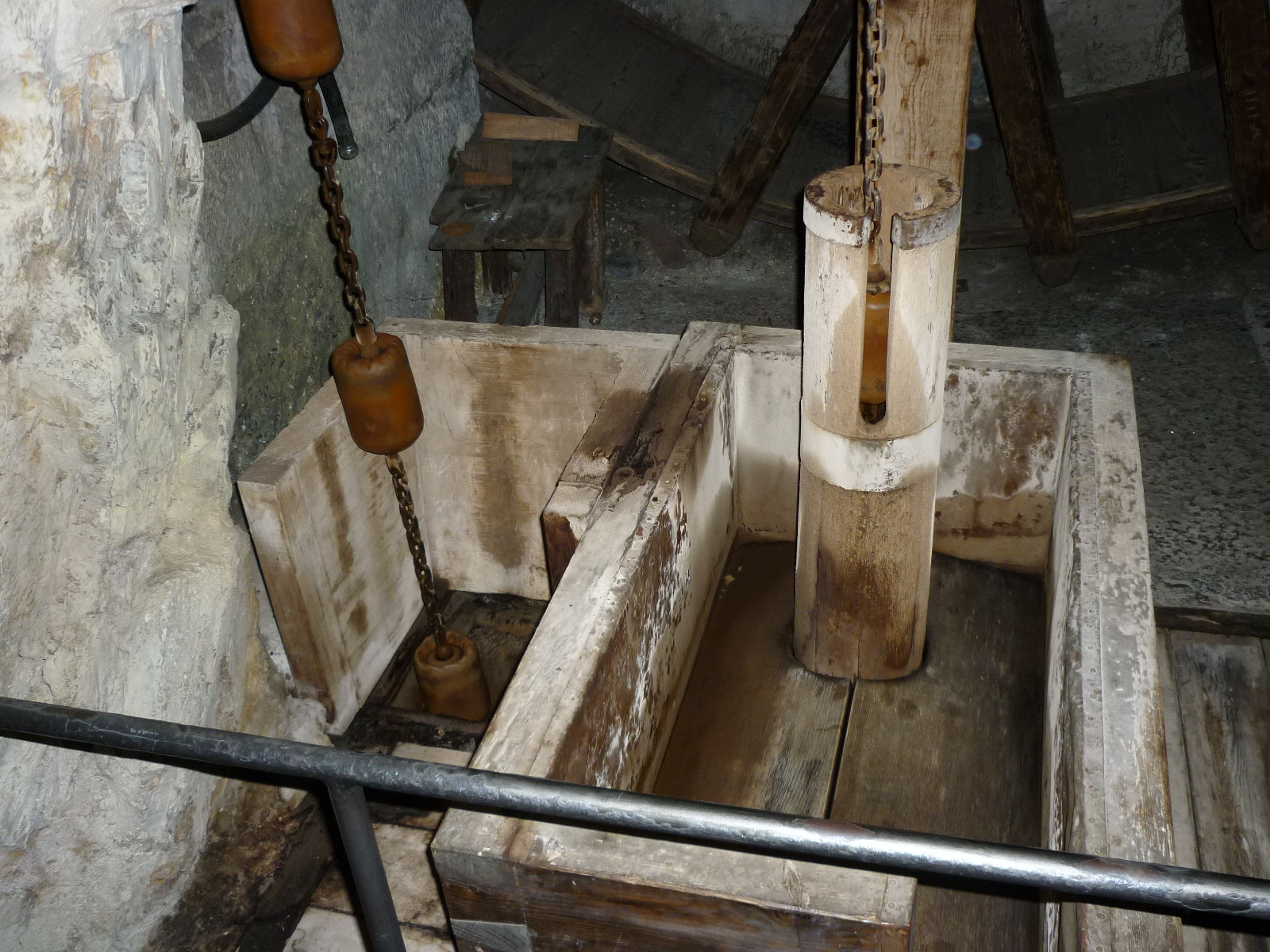
Nachbau im Deutschen Museum: Detail Bälle und Rohrtour

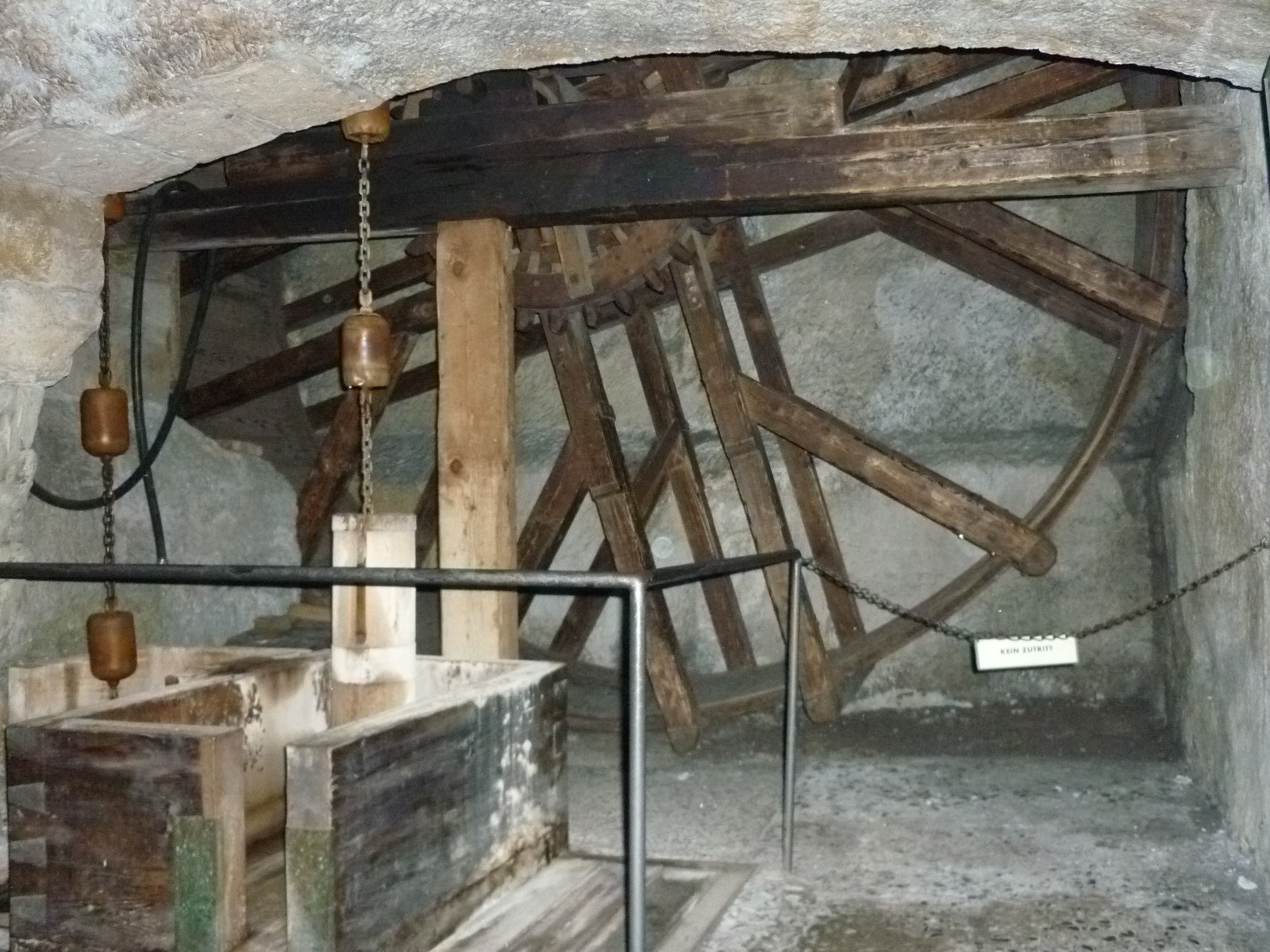
Nachbau einer Heinzenkunst mit Kunstrad im Deutschen Museum

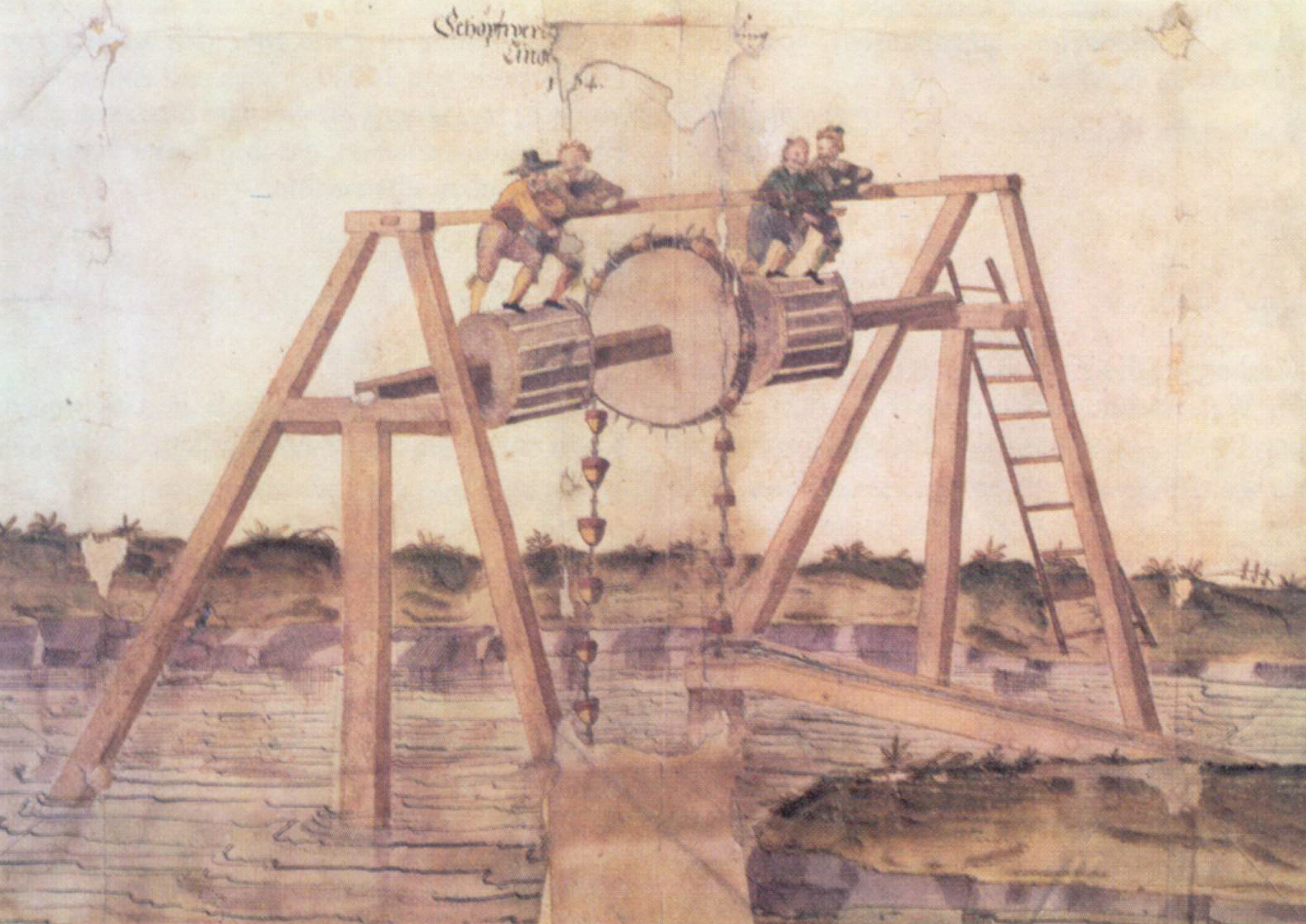
Fußbetriebenes Wasserschöpfwerk

Eine Heinzenkunst, auch Taschenkunst oder Hängeseilkunst genannt, ist eine Wasserhebemaschine, die im Bergbau zum Heben des Grubenwassers diente. In Salzbrunnen diente sie zur Hebung der Sole und wurde dort auch als Büschelkunst bezeichnet. Die moderne Bezeichnung dieser Maschine ist Schöpfkolbenpumpe. Die Heinzenkunst wurde Anfang des 16. Jahrhunderts erfunden und 1535 im Harzer Bergbau eingeführt.

## Aufbau
Über eine in einem Gestell gelagerte Antriebsscheibe wurde eine Endloskette gelegt. Diese Kette wurde als Heinzenseil bezeichnet. Da diese Endloskette eine Ähnlichkeit mit einer Gebetskette hatte, nannte man diese Kette auch Paternosterkette. An der Kette waren in kurzen Abständen Lederbälle oder Lederscheiben (Bälle, Taschen, Püschel) befestigt. Der Abstand der Lederbälle war gleichmäßig und betrug meist etwa 1–2 Meter. Die Lederbälle waren mit Stroh, Haaren oder Reisig gefüllt. Mit der endlosen Kette wurden die Bälle durch eine senkrecht im Wasser stehende Holzröhre (Rohrtour) gezogen. Der Rohrinnendurchmesser und die Größe der Bälle waren so aufeinander abgestimmt, dass die Bälle möglichst eng an der Rohrwandung entlang glitten. Die Holzröhre war mit Eisenringen bewehrt und mittels Eisenklammern am Schachtausbau fixiert. Die Kette wurde über eine weitere Scheibe, die sich im Schachtsumpf befand, umgelenkt. Die obere Scheibe war über eine Welle mit dem Antrieb verbunden. Die Rohrtour stand mit dem unteren Ende im Schachtsumpf, das obere Ende der Rohrtour reichte bis zum erstellten Wasserabflussniveau, das in einem Wasserlösungsstollen oder über Tage liegen konnte. Angetrieben wurde die Heinzenkunst zunächst mittels Muskelkraft, solche Antriebe wurden als Tretkunst bezeichnet. Um größere Förderleistungen zu erzielen, wurde die Heinzenkunst später über einen Pferdegöpel angetrieben, man nannte diese Art des Antriebes auch Rosskunst. Um noch größere Wassermengen aus noch größeren Teufen zu heben, wurde die Heinzenkunst mit Wasserkraft angetrieben. Hierbei wurde die Welle von einem Wasserrad, auch Kunstrad genannt, angetrieben.

## Funktion
Im Gegensatz zur ähnlich funktionierenden Bulgenkunst erfolgte die Wasserhebung bei der Heinzenkunst kontinuierlich. Wurde das Wasserrad in Drehbewegung versetzt, setzte sich die Kette durch die Antriebsscheibe ebenfalls in Bewegung. Durch die Antriebsscheibe wurde die Endloskette mitgenommen und die Lederbälle wurden durch das Rohr gezogen. Dabei wurde die im Rohr stehende Wassersäule von jedem Ball mit nach oben gezogen. Das Rohr füllte sich wieder und der nächste Ball nahm dieses Wasser mit. So wurden pro Lederball eine Wassersäule von 10 bis 40 Zentimetern gehoben. Das Wasser wurde so durch das Rohr gezogen und an der Austrittsstelle in ein Gerinne entleert. Dieser Vorgang wiederholte sich, solange die Heinzenkunst angetrieben wurde und genügend Wasser in der Röhre stand.

## Antriebsleistung
Die Antriebsleistung der Heinzenkunst war je nach Antriebsart unterschiedlich. Die geringste Antriebsleistung wurde mit manuell angetriebenen Heinzenkünsten erzielt. Bei mit Wasserkraft angetriebenen Heinzenkünsten betrug die Antriebsleistung, je nach Wassermenge und Wasserdruck, der auf das Kunstrad wirkte, etwa 3 Kilowatt. Mit so einer Heinzenkunst konnten pro Stunde etwa 4 m³ Wasser bei einer Förderhöhe von 45 Metern gehoben werden. Agricola gibt für die Heinzenkunst eine Förderhöhe von 60 bis 70 Metern an. Nachteilig war der geringe Wirkungsgrad der Heinzenkunst. Waren die Püschel so groß, dass sie zu dicht an der Rohrwandung anlagen, ergaben sich zu große Reibungsverluste. Waren die Püschel zu klein, floss das gehobene Wasser teilweise seitlich wieder vorbei und nach unten.

Bilder
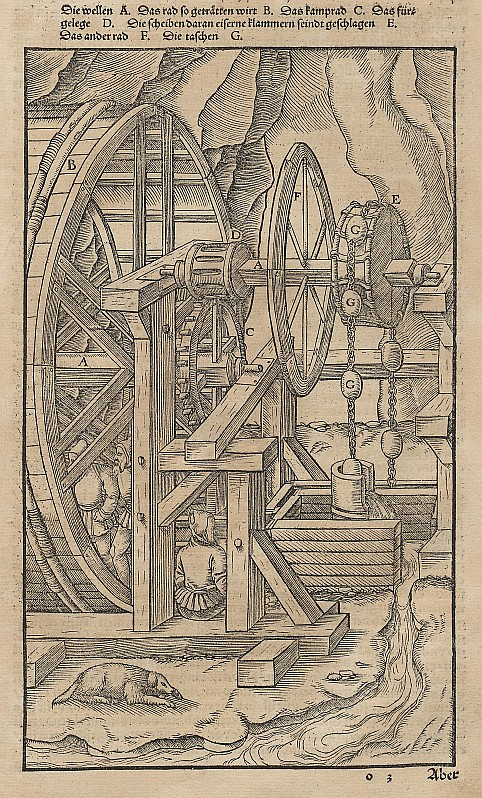
Heinzenkunst mit Tretradantrieb nach Agricola
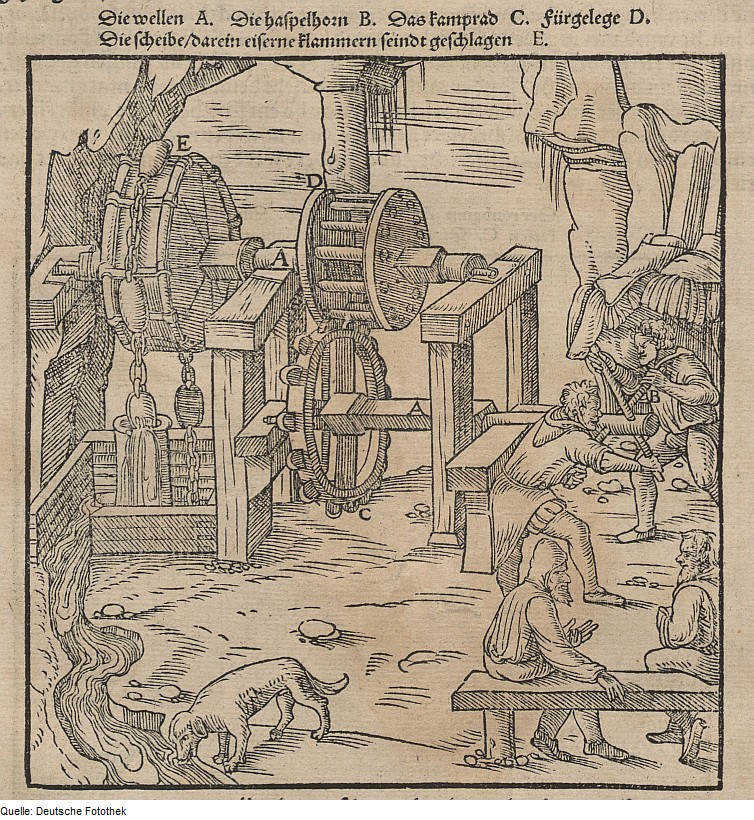
Heinzenkunst mit Handantrieb nach Agricola
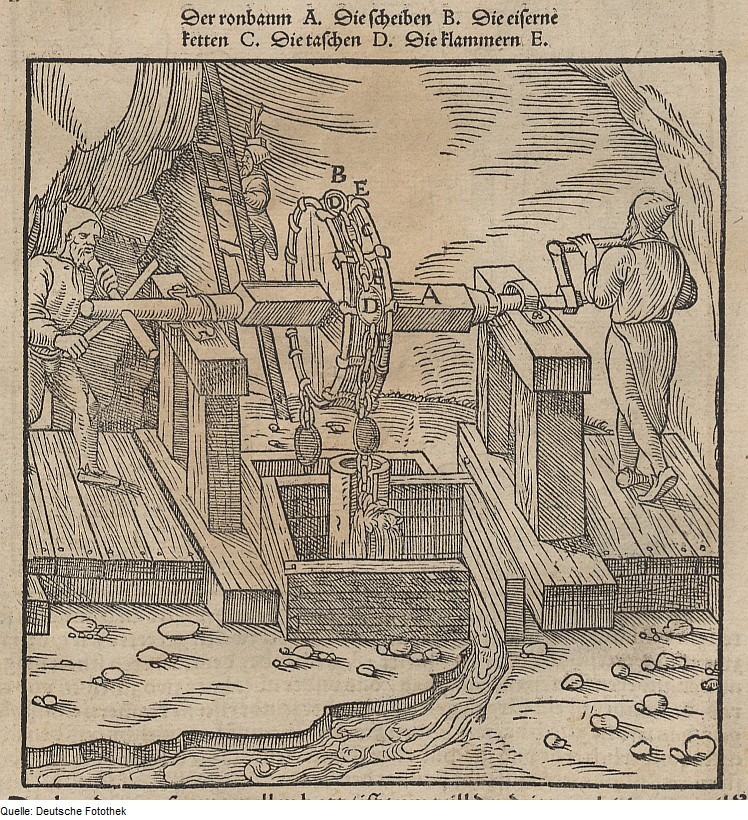
Heinzenkunst mit Handantrieb nach Agricola
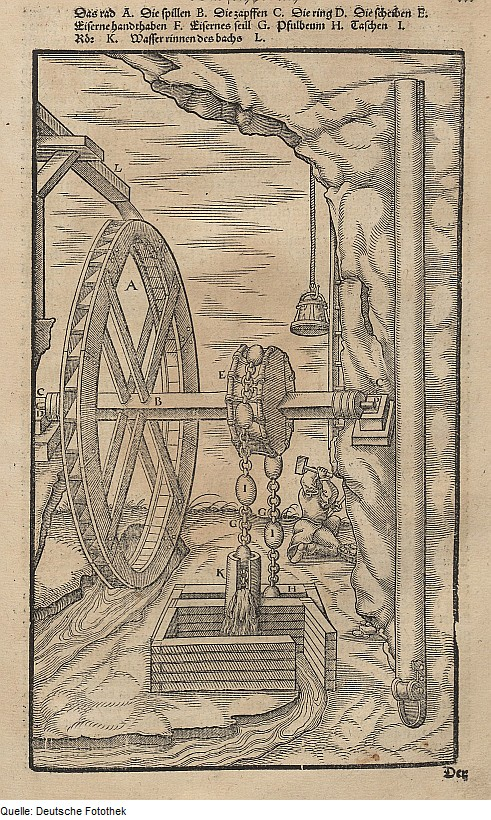
Heinzenkunst mit Wasserradantrieb nach Agricola
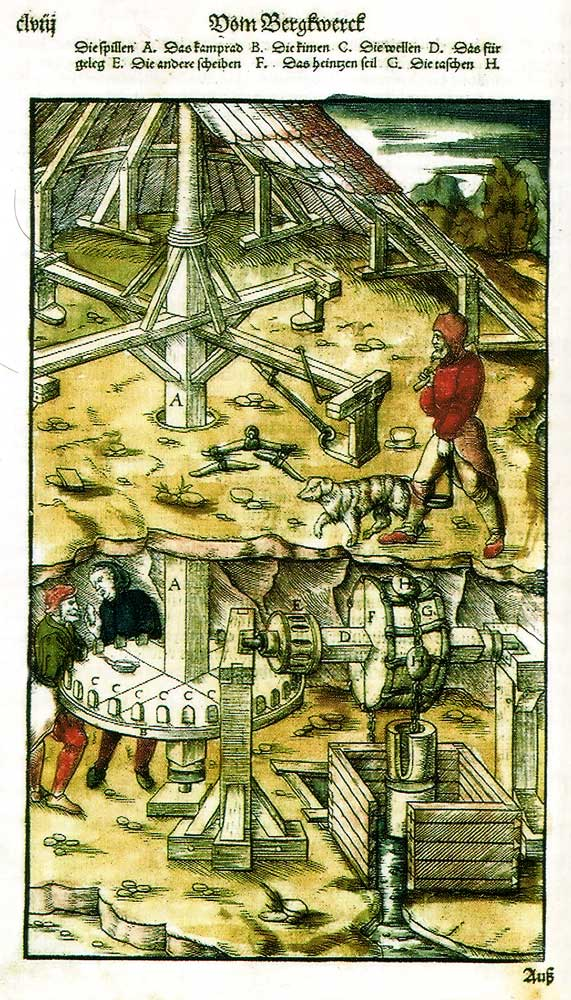
Heinzenkunst mit Göpelantrieb nach Agricola